# 下纳瑙
下纳瑙，是匈牙利托尔瑙州所辖的一个村。总面积13.14平方公里，总人口698，人口密度53.1人/平方公里（2011年1月1日）。